# Carlos Romero
Carlos Romero (7 września 1927, zm. 28 lipca 1999) – piłkarz urugwajski, napastnik.
Jako piłkarz klubu Danubio FC był w kadrze reprezentacji Urugwaju na mistrzostwach świata w 1950 roku. Urugwaj zdobył wówczas mistrzostwo świata, jednak Romero nie zagrał w żadnym z meczów.
Wziął udział tylko w jednym turnieju mistrzostw Ameryki Południowej, Copa América 1953, gdzie wystąpił we wszystkich 6 meczach zdobywając 3 gole. Zagrał z Boliwią (1 gol), Chile, Paragwajem, Brazylią, Ekwadorem (1 gol) i Peru (1 gol). W sumie Urugwaj zajął wtedy 3. miejsce - za Paragwajem i Brazylią.
W reprezentacji Urugwaju od 7 kwietnia 1950 do 1 lipca 1956 rozegrał 11 meczów i zdobył 4 bramki.